# Trempealeau (Wisconsin)
Trempealeau – miasto w Stanach Zjednoczonych, w stanie Wisconsin, w hrabstwie Trempealeau.